# Немецкий Африканский корпус
Немецкий Африканский корпус (нем. Deutsches Afrikakorps (DAK)) — корпус вермахта в период Второй мировой войны.
Был создан 16 февраля 1941 года из немецких войск в Ливии для участия в Североафриканской кампании. Капитулировал 13 мая 1943 года в Тунисе.

## История
После вступления во Вторую мировую войну Италии на стороне нацистской Германии, против Франции и Великобритании, в Северной Африке начались боевые действия. В сентябре 1940 года итальянские войска из своей колонии Ливии вторглись на территорию Египта, для продвижения и захвата Суэцкого канала, заставив британские войска спешно отступать. Однако вскоре, пройдя около 90 км, итальянцы остановились. Причиной этому были: плохое снабжение войск, слабая их механизация и прочее. Уже в декабре того же года британцы предприняли контрнаступление, известное в истории как Ливийская операция, или операция «Компас». В ходе сражений итальянцы не только вынуждены были отступить с территории Египта, но и потеряли восточную часть Ливии. Положение для Италии становилось угрожающим, поскольку стремительное продвижение британских сил грозило потерей стратегических пунктов, таких как Бенгази, Тобрук и Триполи.
Предложение об отправке германских экспедиционных сил в Северную Африку изначально было отклонено итальянским диктатором Бенито Муссолини ещё в декабре 1940 года. Однако после сокрушительных поражений, нанесённых итальянцам в Киренаике, завершившихся капитуляцией 10-й итальянской армии 7 февраля 1941, он был вынужден согласиться с этим предложением. 6 февраля 1941 года, в ответ на просьбу Муссолини, германское ОКВ начало осуществление операции по переброске в Ливию двух танковых дивизий для недопущения дальнейшего наступления британских войск и их прорыва в Триполитанию.
Первоначально Африканский корпус был непосредственно подчинён Верховному командованию вермахта (OKW), затем с сентября 1941 года — в составе танковой группы «Африка», с февраля 1942 года — в составе танковой армии «Африка», с декабря 1942 года — в составе немецко-итальянской танковой армии (Deutsch-Italienische Panzerarmee), с марта 1943 года — в составе 1-й итальянской армии.
Ниже представлена схема командования военными силами стран «Оси» в Северной Африке в 1941-42 годах.

### Первая кампания Роммеля
- февраль 1941 года

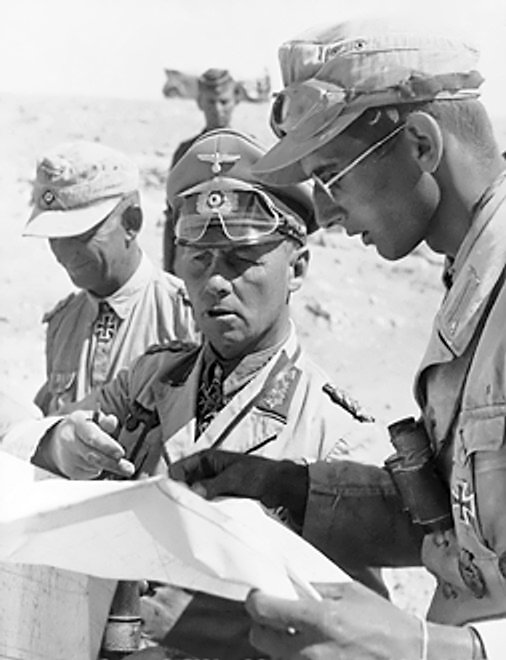
Эрвин Роммель

  - 14 февраля 1941 года — в Триполи прибыли первые немецкие части. Это был первый эшелон 5-й легкой африканской дивизии и 3-го танкового полка, а также саперные и разведывательные части.

Часть 5-й легкой африканской дивизии была переброшена к Бенгази, а другая часть, поддержанная танками, начала движение по пустыне к Эль-Мечели.
- апрель 1941 года
  - 4 апреля 1941 года — взят Бенгази
  -  ? апреля 1941 года — взят Эль-Мечели.

Одной из патрульных частей Роммеля удалось взять в плен генерал-лейтенанта О’Коннора и генерала Нима из состава британского командования. Большая часть 2-й бронетанковой дивизии англичан, теснимая Роммелем к Тобруку, также была взята в плен.

### «Бревити» и «Алебарда»
- май-июнь 1941 года
  - 15 июня 1941 года — операция «Алебарда»

## Командующие
- генерал танковых войск Эрвин Роммель (14 февраля — 15 августа 1941 года)
- генерал-лейтенант Фердинанд Шааль (15 августа — 1 сентября 1941 года)
- генерал-лейтенант Филипп Мюллер-Гебхард[англ.] (1—15 сентября 1941)
- генерал танковых войск Людвиг Крювель (15 сентября 1941 — 9 марта 1942 года, затем 19 марта — 29 мая 1942 года, взят в плен британцами)
- генерал танковых войск Вальтер Неринг (9—19 марта 1942 года, затем 29 мая — 31 августа 1942 года)
- генерал-лейтенант Фриц Байерлайн (31 августа — 1 сентября 1942 года)
- генерал танковых войск Густав фон Ферст (1—2 сентября 1942 года)
- генерал танковых войск Вильгельм риттер фон Тома (2 сентября — 13 ноября 1942 года, взят в плен британцами)
- генерал танковых войск Густав Фен (13 ноября 1942 года — 15 января 1943 года, ранен)
- генерал танковых войск Ханс Крамер (28 февраля — 16 мая 1943 года, взят в плен британцами)

## Состав
- 5-я лёгкая дивизия (затем переименована в 21-ю танковую дивизию) (5. Leichte Division, 21. Panzer-Division)
- 15-я танковая дивизия (15. Panzer-Division) — с мая 1941
- 300-й батальон особого назначения «Оазис» (Oasen-Bataillon z.b.V. 300)
- 605-й противотанковый батальон (Panzerjäger-Abteilung (mot) 605)
- 606-й зенитный батальон (Flak-Abteilung (mot) 606)
- батальон связи (Nachrichten-Abteilung (mot) 475)
- батальон снабжения (Nachschub-Bataillon (mot) 572)
- батальон водоснабжения (Wasserversorgungs Bataillon (mot) 580)
- разведывательная моторизованная рота (Aufklärungs Kompanie (mot) 580)
- запасный батальон (Feldersatz Bataillon 598)
- запасный батальон (Feldersatz Bataillon 599)

## Африканский корпус в компьютерных играх
- Блицкриг (игра) (2003)
- Блицкриг: Пылающий горизонт (2004)
- Блицкриг: Рокот бури (2004)
- Серия игр «Блицкриг: Смертельная схватка» (2003—2005)
- Блицкриг 2: Великие битвы — битва за Тобрук (2008)
- Panzer Elite Action: Fields of Glory (2006)
- Call of Duty 2: Big Red One (2005)
- Hidden Stroke 2 (2005)
- Серия игр «Противостояние» и «Sudden Strike»
- Call of Duty 2 (2005)
- Codename Panzers, Phase Two (2005)
- Hearts of Iron 2 (2005)
- В тылу врага 2: Лис пустыни (2008)
- Battlefield 1942 (2002)
- Medal of Honor: Airborne (2007)
- Искусство Войны: Африка 1943 (2009)
- Medal of Honor: Allied Assault (2002)
- Wolfenstein: The New Order (2014)
- Tobruk (1987) Tobruk (ZX Spectrum) Архивная копия от 20 июня 2014 на Wayback Machine
- Sniper Elite 3 (2014)
- Panzer Corps: Afrika Corps (2013)
- Desert Rats vs. Afrika Korps (2004)
- War Thunder (в качестве наклейки) (2013)
- Panzer Campaigns — El Alamein '42
- Panzer Campaigns — Tobruk '41
- Panzer Campaigns — Tunisia '43
- Company of Heroes 3 (в качестве игровой фракции) (2023)